# Group Coded Recording
Group Coded Recording (Gruppenkodierte Aufzeichnung oder Gruppenwechselschrift, kurz: GCR) bezeichnet ein Aufzeichnungsverfahren für magnetische Datenträger wie Magnetbänder oder Disketten. Bei diesem Verfahren wird ein Daten-Byte mit zehn oder mehr Bit so kodiert, dass nie mehr als zwei Null-Bits aufeinanderfolgen. Eins-Bits werden durch einen Polaritätswechsel der magnetischen Datenträgeroberfläche dargestellt, Null-Bits durch keinen Polaritätswechsel innerhalb einer bestimmten Zeitperiode. Durch das Auftreten von Eins-Bits nach spätestens zwei Null-Bits erfolgt eine ständige Synchronisierung der Lese-Elektronik. Dies ist nötig, da bei längeren Folgen von Null-Bits (d. h., bei mehr als zwei aufeinanderfolgenden Nullen) wegen der immer vorhandenen leichten Schwankungen der Drehgeschwindigkeit die genaue Anzahl der vorhandenen Null-Bits nicht mehr sicher festgestellt werden könnte.
Zum Einsatz kam das GCR-Verfahren z. B. in 5¼"-Diskettenlaufwerken von Commodore (siehe auch CBM-Diskettenlaufwerke) und Apple, wobei es diverse leicht unterschiedliche Varianten des GCR-Verfahrens gibt. Daher sind Commodore- und Apple-Disketten nicht untereinander austauschbar.

## Commodore-GCR
Bei Commodore gab es die zusätzliche Bedingung, dass nicht mehr als acht Eins-Bits aufeinander folgen dürfen, da eine solche Aneinanderreihung als Sektor-Startmarke (SYNC) fehlinterpretiert würde. Es wurde jeweils ein Nibble (vier Bit) in fünf Bit kodiert. Daraus ergibt sich, dass immer vier Bytes in fünf Bytes umkodiert wurden. Die Tabelle für Commodores GCR-Kodierung sieht folgendermaßen aus (links die Nutzdaten, rechts der dafür auf die Diskette geschriebene Code):
| Daten | Code  |
| ----- | ----- |
| 0000  | 01010 |
| 0001  | 01011 |
| 0010  | 10010 |
| 0011  | 10011 |
| 0100  | 01110 |
| 0101  | 01111 |
| 0110  | 10110 |
| 0111  | 10111 |

| Daten | Code  |
| ----- | ----- |
| 1000  | 01001 |
| 1001  | 11001 |
| 1010  | 11010 |
| 1011  | 11011 |
| 1100  | 01101 |
| 1101  | 11101 |
| 1110  | 11110 |
| 1111  | 10101 |

Mit dieser Kodierung ist sichergestellt, dass nie mehr als zwei Null-Bits oder mehr als acht Eins-Bits hintereinander auftreten.

## Apple-GCR
Bei Apple gab es keine Beschränkung der Anzahl der Eins-Bits, die aufeinander folgen dürfen, da dort andere Sektor-Startmarken verwendet wurden. Dafür gab es andere Zusatzbedingungen: Jedes Byte muss mit einem Eins-Bit beginnen, und in den übrigen sieben Bits müssen mindestens ein Paar aufeinander folgende Eins-Bits und nicht mehr als ein Paar aufeinander folgende Null-Bits vorkommen (in einer frühen Codevariante, die bei Apple nur in den Betriebssystemen Apple DOS 3.1 und 3.2 von 1978 bis 1980 benutzt wurde, waren gar keine aufeinander folgenden Null-Bits erlaubt). Letztlich wurden bei Apple-GCR (in der 1980er-Variante, eingeführt mit Apple DOS 3.3 und auf dem Macintosh noch bis in die 1990er Jahre verwendet) jeweils sechs Bits in acht Bits umkodiert, wodurch der Code insgesamt etwa sechs Prozent weniger effizient war als Commodore-GCR, jedoch war zugleich der Hardware-Aufwand deutlich geringer. Die 1978er-Variante kodierte nur fünf Bits in acht Bits um und war damit nochmals deutlich weniger effizient. Die Codetabelle für Apple-GCR in der 1980er-Variante sieht so aus:
| Daten  | Code     |
| ------ | -------- |
| 000000 | 10010110 |
| 000001 | 10010111 |
| 000010 | 10011010 |
| 000011 | 10011011 |
| 000100 | 10011101 |
| 000101 | 10011110 |
| 000110 | 10011111 |
| 000111 | 10100110 |

| Daten  | Code     |
| ------ | -------- |
| 001000 | 10100111 |
| 001001 | 10101011 |
| 001010 | 10101100 |
| 001011 | 10101101 |
| 001100 | 10101110 |
| 001101 | 10101111 |
| 001110 | 10110010 |
| 001111 | 10110011 |

| Daten  | Code     |
| ------ | -------- |
| 010000 | 10110100 |
| 010001 | 10110101 |
| 010010 | 10110110 |
| 010011 | 10110111 |
| 010100 | 10111001 |
| 010101 | 10111010 |
| 010110 | 10111011 |
| 010111 | 10111100 |

| Daten  | Code     |
| ------ | -------- |
| 011000 | 10111101 |
| 011001 | 10111110 |
| 011010 | 10111111 |
| 011011 | 11001011 |
| 011100 | 11001101 |
| 011101 | 11001110 |
| 011110 | 11001111 |
| 011111 | 11010011 |

| Daten  | Code     |
| ------ | -------- |
| 100000 | 11010110 |
| 100001 | 11010111 |
| 100010 | 11011001 |
| 100011 | 11011010 |
| 100100 | 11011011 |
| 100101 | 11011100 |
| 100110 | 11011101 |
| 100111 | 11011110 |

| Daten  | Code     |
| ------ | -------- |
| 101000 | 11011111 |
| 101001 | 11100101 |
| 101010 | 11100110 |
| 101011 | 11100111 |
| 101100 | 11101001 |
| 101101 | 11101010 |
| 101110 | 11101011 |
| 101111 | 11101100 |

| Daten  | Code     |
| ------ | -------- |
| 110000 | 11101101 |
| 110001 | 11101110 |
| 110010 | 11101111 |
| 110011 | 11110010 |
| 110100 | 11110011 |
| 110101 | 11110100 |
| 110110 | 11110101 |
| 110111 | 11110110 |

| Daten  | Code     |
| ------ | -------- |
| 111000 | 11110111 |
| 111001 | 11111001 |
| 111010 | 11111010 |
| 111011 | 11111011 |
| 111100 | 11111100 |
| 111101 | 11111101 |
| 111110 | 11111110 |
| 111111 | 11111111 |

## Andere Systeme
Bei IBM-PCs wurde stattdessen Modified Frequency Modulation (MFM)  benutzt. Die MFM-Codierung und -Decodierung wird in PCs per Hardware, im Floppy-Controller des Chipsatzes, realisiert und kann daher auch nicht ohne weiteres umgangen werden. Mit Hilfe spezieller Controller wie dem Catweasel-Controller oder KryoFlux ist es aber auch PC-Diskettenlaufwerken möglich, GCR-kodierte Commodore- und Apple-Disketten zu lesen und auch zu schreiben.
Es gibt allerdings auch Software (z. B. „Disk2FDI“), die zumindest das Lesen von GCR-Disketten und anderen nicht-PC-Formaten in normalen PCs durch ausgeklügelte Tricks mittels zweier gekoppelter Diskettenlaufwerke ermöglicht, sofern denn das Mainboard des PC auch zwei Diskettenlaufwerke unterstützt (was bei den allermeisten neueren Boards nicht mehr der Fall ist). Das Schreiben von GCR-Disketten ist aber nach bisherigem Kenntnisstand für PC-Laufwerke an gewöhnlichen PC-Diskettencontrollern auch mit Tricks nicht möglich.